# 工农水库 (柳江)
工农水库是中国广西壮族自治区柳州市柳江县境内的一座水库，位于柳江水系龙兴河上，建于1959年。水库正常库容为1460万立方米，集雨面积为38平方千米，海拔为239.3米。